# Montemor-o-Velho
Pour les articles homonymes, voir Montemor.
Montemor-o-Velho est une municipalité (en portugais : concelho ou município) du Portugal, située dans le district de Coimbra et la région Centre.

## Géographie
Montemor-o-Velho est limitrophe :
- au sud, de Cantanhede,
- à l'ouest, de Coimbra 43 km et de Condeixa-a-Nova 22 km,
- au nord, de Soure,
- à l'est, de Figueira da Foz.

## Histoire
Montemor-o-Velho a reçu sa première charte municipale en 1212.

## Démographie
| 1801  | 1849  | 1900   | 1930   | 1960   | 1981   | 1991   | 2001   | 2004   |
| ----- | ----- | ------ | ------ | ------ | ------ | ------ | ------ | ------ |
| 9 528 | 6 345 | 22 361 | 25 162 | 27 925 | 27 274 | 26 375 | 25 478 | 25 082 |

## Subdivisions
La municipalité de Montemor-o-Velho groupe 14 paroisses (freguesia, en portugais) :
- Abrunheira
- Arazede
- Carapinheira
- Ereira
- Gatões
- Liceia
- Meãs do Campo
- Montemor-o-Velho : a le rang de « ville »
- Pereira
- Santo Varão
- Seixo de Gatões
- Tentúgal
- Verride
- Vila Nova da Barca

## Personnalités associées à la ville
- Fernão Mendes Pinto
- Esther de Carvalho